# قلعه قلا قوره
بقایای قلعه قلا قوره در شهرستان بیجار، بخش مرکزی، دهستان سیلتان، ۵۶۰۰ متری جنوب شرقی روستای چشمه سنگین واقع شده و این اثر در تاریخ ۲۷ بهمن ۱۳۸۷ با شمارهٔ ثبت ۲۴۷۱۷ به‌عنوان یکی از آثار ملی ایران به ثبت رسیده است.